# Quaker Peace and Social Witness
Kvekerske priče miru in socialnosti (Quaker Peace and Social Witness ), včasih bili imenovani tudi Svet prijateljev služnosti pa tudi Kvekerji miru in služnosti, so eden od osrednjih odborov Verske družbe prijateljev, nacionalne organizacije kvekerjev v Veliki Britaniji. Odbor promovira kvekersko izpoved o enakosti, pravičnosti, miru in preproščini in resnici. Delujejo ob majhnih lokalnih in velikih mednarodnih interesnih skupinah.
Leta 1947 jim je bila podeljena pod tedanjim imenom Svet prijateljev služnosti Nobelova nagrada za mir, ki so jo prejeli s sonagrajenimi  ameriškimi kvekerji Ameriški odbor prijateljev služnosti. Organizacija se je vidno spreminjala od ustanovitve.

## Delo v tujini
QPSW deluje v Ugandi, ima svoje delavce v Bosni, v Srbiji in na Hrvaškem. Organizacija deluje v ekumenski želji tudi v Bližnjem vzhodu, kjer pošilja mirovnike, ki delujejo v Izraelu in Palestini. Delujejo tudi v Aziji. 
Kvekerski urad Združenih Narodov ali QUNO v Ženevi se osredotoča na tri področja; 
- razorožitev in mir,
- človekove pravice
- begunci in globalna gospodarska vprašanja.

QUNO deluje v Ženevi in New Yorku, kjer se  posvetujejo z Ekonomskim in socialnim svetom Združenim narodov v imenu Komisije prijateljev sveta za posvetovanje.
QPSW in AFSC so prejeli Nobelovo nagrado za mir leta 1947 za njihovo prizadevanje po in pred drugo svetovno vojno pri oskrbi beguncev in razpolaganjem z finančno pomočjo, deloma je priznanje bilo namenjeno spodbudi za nadaljnje reševanje povojnih težav.

Ob podelitvi so med drugim dejali nagrajencema:
Zdaj, ko je vojne konec, je potreba po pomoči večja kot kadarkoli. To velja tako za Evropo kot za velik del Azije. Težave postajajo celo prekomerne: oskrbeti je treba zapornike koncentracijskih taborišč, ki so bili izpuščeni leta 1945, vrniti je treba prisilne delavce in vojne ujetnike nazaj v domovino iz sovražnih dežel, razseljence brez držav v katere bi se lahko vrnili, brezdomce v domovini, sirote, lačne, prestradane! Težava ni le v posredovanju hrane in oblačil, gre tudi za vračanje prebivalstva v življenje in delo, povrnitev njihovega samospoštovanja, vere in samozavesti v prihodnost. Ponovno so Kvekerji aktivni vsepovsod. Ko je le država bila odprta, so bili na mestu v Evropi in Aziji, med kmeti, prijatelji in donedavnimi nasprotniki, v Franciji in Nemčiji, Indiji in Japonski. Ni zlahka oceniti njihov prispevek. ... Kvekerji so v vseh državah opravili osebno in aktivno vlogo v delu tudi drugih organizacij.

## Zgodovina
Korenine QPSW so v misijonarskem delu, ki poteka pod imenom Misijon prijateljev v tujini (1868-1927). Z upadanjem števila misijonov se je Združenje misijonov združilo s Svetom za mednarodno služnosti (1919-1927) in tako oblikovalo v Svet prijateljev služnosti(1927-1978). Ta se je kasneje preimenovala v Kvekerji miru in služnosti (1979-2000) in nato Kvekerske priče miru in socialnosti od leta 2001.